# Médaille Garvan-Olin
La médaille Garvan-Olin est un prix annuel fondé en 1936 qui récompense les accomplissements et les services rendus à la chimie par des femmes chimistes américaines. Il est décerné par l'American Chemical Society et consiste en une récompense de 5 000 $ et d'une médaille.

## Lauréates
- 1937 Emma P. Carr
- 1940 Mary Engle Pennington
- 1942 Florence B. Seibert
- 1946 Icie Hoobler (en)
- 1947 Mary Lura Sherrill (en)
- 1948 Gerty Theresa Cori
- 1949 Agnes Fay Morgan
- 1950 Pauline Beery Mack
- 1951 Katharine Burr Blodgett
- 1952 Gladys Emerson
- 1953 Leonora Bilger
- 1954 Betty Sullivan
- 1955 Grace Medes
- 1956 Allene R. Jeanes
- 1957 Lucy Weston Pickett
- 1958 Arda Green
- 1959 Dorothy Virginia Nightingale
- 1960 Mary Caldwell
- 1961 Sarah Ratner
- 1962 Helen Dyer (en)
- 1963 Mildred Cohn
- 1964 Birgit Vennesland (en)
- 1965 Gertrude Perlmann
- 1966 Mary Locke Petermann
- 1967 Marjorie J. Vold
- 1968 Gertrude Elion
- 1969 Sofia Simmonds
- 1970 Ruth R. Benerito
- 1971 Mary Peters Fieser
- 1972 Jean'ne Shreeve (en)
- 1973 Mary Lowe Good
- 1974 Joyce Jacobson Kaufman
- 1975 Marjorie Constance Caserio
- 1976 Isabella Karle
- 1977 Marjorie G. Horning (en)
- 1978 Madeleine M. Joullié (en)
- 1979 Jenny Glusker (en)
- 1980 Helen Murray Free
- 1981 Elizabeth Weisburger (en)
- 1982 Sara Jane Rhoads (en)
- 1983 Ines Mandl
- 1984 Martha L. Ludwig (en)
- 1985 Catherine Clarke Fenselau
- 1986 Jeanette Grasselli Brown (en)
- 1987 Janet G. Osteryoung (en)
- 1988 Marye Anne Fox
- 1989 Kathleen C. Taylor (en)
- 1990 Darleane Hoffman
- 1991 Cynthia Friend (en)
- 1992 Jacqueline Barton
- 1993 Edith M. Flanigen
- 1994 Barbara J. Garrison (en)
- 1995 Angelica Stacy (en)
- 1996 Geraldine L. Richmond
- 1997 Karen Morse
- 1998 Joanna Fowler (en)
- 1999 Cynthia A. Maryanoff
- 2000 F. Ann Walker (en)
- 2001 Susan S. Taylor (en)
- 2002 Marion C. Thurnauer (en)
- 2003 Martha Greenblatt
- 2004 Sandra C. Greer (en)
- 2005 Frances Arnold
- 2006 Lila Gierasch (en)
- 2007 Laura L. Kiessling
- 2008 Elizabeth C. Theil (en)
- 2009 Kathlyn A. Parker (en)
- 2010 Judith Giordan (en)
- 2011 Sherry Yennello (en)
- 2012 Sue Brannon Clark (en)
- 2013 Susan Kauzlarich
- 2014 Marsha L. Lester
- 2015 Angela K. Wilson (en)
- 2016 Annie Kersting (en)
- 2017 Barbara Finlayson-Pitts (en)
- 2018 Valerie J. Kuck (en)
- 2019 Lisa McElwee-White (en)
- 2020 Caroline Chick Jarrold
- 2021 Carol Burns
- 2022 Anne McCoy
- 2023 Jeanne Pemberton (en)
- 2024 Donna Huryn (en)